# España en los Juegos Olímpicos de la Juventud 2018
España compitió en los Juegos Olímpicos de la Juventud 2018 en Buenos Aires, Argentina, celebrados entre el 6 y el 18 de octubre de 2018. Su delegación estuvo conformada por 43 atletas en 15 disciplinas y obtuvo una medalla dorada, tres de plata y cinco de bronce.

## Medallero
| Medalla       | Oro | Plata | Bronce | Total |
| ------------- | --- | ----- | ------ | ----- |
| Total oficial | 3   | 5     | 7      | 15    |

## Baloncesto
España clasificó un equipo femenino en esta disciplina.

## Tiro con arco
España clasificó a un arquero basado en su desempeño en el Mundial de Tiro con Arco de 2017. Más tarde clasificó a otro arquero basado en su desempeño en el Torneo Europeo Juvenil de 2018.
- Individual masculino - José Manuel Solera y Èlia Canales

## Atletismo
España clasificó a 21 atletas en varias categorías del atletismo. Se consiguieron dos medallas, de la mano de María Vicente (plata en triple salto) y Carla García (bronce en 400 metros vallas), y tres diplomas olímpicos.

## Bádminton
España clasificó a un jugador basado en el ranking mundial júnior de bádminton.
- Individual masculino - Tomás Toledano
- Individual femenino - Elena Andreu

## Balonmano playa
España clasificó a un equipo de 9 atletas para esta disciplina y se hizo con la medalla de oro tras unas duras jornadas. 
-Equipo Masculino 
Adrián Bandera Fernández,
Domingo Jesús Luis Mosquera,
Carlos González Villegas,
Sergio Venegas Rodríguez,
Pedro Rodríguez Serrano,
Sergio Pérez Manzanares.
David Martínez Rodríguez,
Guillermo García-Cabanas Carques,
Pau Ferré Andreu.

## Voleibol playa
España clasificó a un equipo femenino en esta disciplina.
- Equipo femenino - Daniela Álvarez Mendoza y Tania Moreno Matveeva

## Canotaje
España clasificó a tres atletas según su rendimiento en el evento de Clasificación Mundial 2018 en Barcelona.
Pablo Francisco Sánchez, Yoel Becerra y Antia Otero

## Ciclismo
España clasificó a un equipo combinado de varones en función de su clasificación en el Ranking Nacional Juvenil de los Juegos Olímpicos de la Juventud.
- Equipo masculino combinado - 1 equipo de 2 atletas

## Clavados
España clasificó dos atletas en esta disciplina.
- Individual masculino - Adrián Abadía
- Individual femenino - Valeria Antolino

## Esgrima
España clasificó a un atleta con base en su desempeño en el Campeonato Mundial FIE 2018.
- Individual masculino - Alonso Santamaría

## Gimnasia

### Artística
España clasificó a una gimnasta por su desempeño en el Campeonato Europeo Juvenil de 2018.
- Individual femenino - Alba Petisco

### Rítmica
España clasificó a una gimnasta rítmica en función de su desempeño en el evento de calificación europeo.
- Individual femenino - Paula Serrano

### Trampolín
España clasificó a dos atletas con base en su desempeño en el evento de clasificación europeo de trampolín.
- Individual masculino - Robert Vilarasau
- Individual femenino - Marina Chavarria

## Judo
España clasificó a los atletas Eva Pérez Soler y Javier Peña Insausti en esta disciplina.

## Pentatlón moderno
España clasificó un pentatleta por su desempeño en el Clasificatorio Europeo de los Juegos Olímpicos de la Juventud.
- Individual femenino - Laura Heredia

## Patinaje
España clasificó a dos patinadores sobre ruedas basándose en su desempeño en el Campeonato Mundial de Patinaje de Velocidad 2018.
- Masculino - Ivan Galar
- Femenino - Nerea Langa

## Remo
España clasificó un bote según su rendimiento en el Mundial Juvenil de 2017.
- Individual femenino - Aina Prats

## Vela
España clasificó dos barcos según su rendimiento en los Campeonatos del Mundo de 2018.
- IKA Twin Tip Racing - Nina Font
- Mixed Nacra 15 - Adrián Surroca y Eloisa Santacreu

## Tiro deportivo
España clasificó un tirador deportivo en función de su rendimiento en el Campeonato de Europa 2018.

## Natación
España clasificó cuatro nadadores femeninos y cuatro masculinos.
- Masculino - Ferrán Julia, Manuel Martos, Ferrán Sire y Marcos Gil Corbacho.
- Femenino - Tamara Frías, Andrea Galisteo, Cristina García Kirichenko y Alba Vázquez.

## Escalada deportiva
España clasificó a un escalador deportivo con base en su desempeño en el Campeonato Mundial Juvenil de Escalada Deportiva de 2017.
- Individual masculino - Mikel Linacisoro

## Taekwondo
España clasificó una plaza según su desempeño en el evento de calificación de 2018 en Túnez.
- Individual masculino - Hugo Arillo

## Tenis
España clasificó a los siguientes tenistas:
- Masculino - Nicolás Álvarez Varona, Carlos López Montagud,

## Triatlón
España clasificó a un atleta con base en su desempeño en la Clasificación Europea de los Juegos Olímpicos de la Juventud 2018.
- Individual masculino - Igor Bellido

## Levantamiento de pesas
España clasificó dos atletas en esta disciplina.
- Individual masculino - José David Perales
- Individual femenino - Irene Blanco